# Муларђа
Муларђа је насеље у Италији у округу Нуоро, региону Сардинија.
Према процени из 2011. у насељу је живело 80 становника. Насеље се налази на надморској висини од 703 м.